# Villamayor
Villamayor és un municipi de la província de Salamanca, a la comunitat autònoma de Castella i Lleó. Limita al Nord amb Castellanos de Villiquera, a l'Est amb Villares de la Reina, al Sud amb Salamanca, al Sud-oest amb Doñinos de Salamanca, a l'Oest amb Carrascal de Barregas i Florida de Liébana i al Nord-oest amb Valverdón.

## Demografia
| 1991 | 1996 | 2001 | 2004 |
| ---- | ---- | ---- | ---- |
| 1201 | 2337 | 3518 | 4221 |